# Copa América 2016 (soupisky)
Soupisky na Copa América 2016, která se hrála ve Spojených státech amerických.
| Zlato            | Stříbro              | Bronz               |
| ---------------- | -------------------- | ------------------- |
| Chile • Soupiska | Argentina • Soupiska | Kolumbie • Soupiska |

## Skupina A

### Kolumbie
Hlavní trenér:  José Pékerman
| Jméno                   | Datum narození | Klub                   |
| Brankáři                | Brankáři       | Brankáři               |
| ----------------------- | -------------- | ---------------------- |
| David Ospina            | 31.8.1988      | Arsenal FC             |
| Róbinson Zapata         | 30.9.1978      | Independiente Santa Fe |
| Cristian Bonilla        | 2.6.1993       | Atlético Nacional      |
| Obránci                 |                |                        |
| Cristián Zapata         | 30.9.1986      | AC Milán               |
| Yerry Mina              | 23.9.1994      | Independiente Santa Fe |
| Santiago Arias          | 13.1.1992      | PSV Eindhoven          |
| Felipe Aguilar          | 20.1.1993      | Atlético Nacional      |
| Stefan Medina           | 14.6.1992      | CF Pachuca             |
| Frank Fabra             | 22.2.1991      | CA Boca Juniors        |
| Farid Díaz              | 20.7.1983      | Atlético Nacional      |
| Jeison Murillo          | 27.5.1992      | FC Inter Milán         |
| Záložníci               |                |                        |
| Guillermo Celis         | 8.5.1993       | Atlético Junior        |
| Carlos Sánchez Moreno   | 6.2.1986       | Aston Villa FC         |
| Edwin Cardona           | 8.12.1992      | CF Monterrey           |
| James Rodríguez -       | 12.7.1991      | Real Madrid            |
| Juan Guillermo Cuadrado | 26.5.1988      | Juventus FC            |
| Sebastián Pérez         | 29.3.1993      | Atlético Nacional      |
| Dani Torres             | 15.11.1989     | Independiente Medellín |
| Andrés Felipe Roa       | 25.5.1993      | Deportivo Cali         |
| Útočníci                |                |                        |
| Carlos Bacca            | 8.9.1986       | AC Milán               |
| Roger Martínez          | 23.6.1994      | Racing Club            |
| Dayro Moreno            | 16.9.1985      | Club Tijuana           |
| Marlos Moreno           | 20.9.1996      | Atlético Nacional      |

### Kostarika
Hlavní trenér:  Óscar Ramírez
| Jméno             | Datum narození | Klub                     |
| Brankáři          | Brankáři       | Brankáři                 |
| ----------------- | -------------- | ------------------------ |
| Danny Carvajal    | 8.1.1989       | Deportivo Saprissa       |
| Patrick Pemberton | 24.5.1982      | LD Alajuelense           |
| Leonel Moreira    | 4.4.1990       | CS Herediano             |
| Obránci           |                |                          |
| Johnny Acosta     | 21.7.1983      | LD Alajuelense           |
| Francisco Calvo   | 8.7.1992       | Deportivo Saprissa       |
| Michael Umaña     | 16.7.1982      | Persepolis FC            |
| Óscar Duarte      | 3.6.1989       | RCD Espanyol             |
| Bryan Oviedo      | 18.2.1990      | Everton FC               |
| José Salvatierra  | 10.10.1989     | LD Alajuelense           |
| Cristian Gamboa   | 24.10.1989     | West Bromwich Albion FC  |
| Kendall Waston    | 1.1.1988       | Vancouver Whitecaps FC   |
| Rónald Matarrita  | 9.7.1994       | New York City FC         |
| Záložníci         |                |                          |
| Celso Borges      | 27.5.1988      | Deportivo de La Coruña   |
| Christian Bolaños | 30.5.1984      | Vancouver Whitecaps FC   |
| Johan Venegas     | 27.11.1988     | Club de Foot Montréal    |
| Óscar Granados    | 25.10.1985     | CS Herediano             |
| Randall Azofeifa  | 30.12.1984     | CS Herediano             |
| Yeltsin Tejeda    | 17.3.1992      | Evian Thonon Gaillard FC |
| Útočníci          |                |                          |
| Álvaro Saborío    | 22.3.1982      | D.C. United              |
| Bryan Ruiz -      | 18.8.1985      | Sporting CP              |
| Joel Campbell     | 26.6.1992      | Arsenal FC               |
| Johnny Woodly     | 27.7.1980      | AD Carmelita             |
| Marco Ureña       | 5.3.1990       | FC Midtjylland           |

### Paraguay
Hlavní trenér:  Ramón Díaz
| Jméno                 | Datum narození | Klub                    |
| Brankáři              | Brankáři       | Brankáři                |
| --------------------- | -------------- | ----------------------- |
| Justo Villar -        | 30.6.1977      | Colo-Colo               |
| Antony Silva          | 27.2.1984      | Cerro Porteño           |
| Diego Barreto         | 16.7.1981      | Club Olimpia            |
| Obránci               |                |                         |
| Fabián Balbuena       | 23.8.1991      | SC Corinthians Paulista |
| Gustavo Gómez         | 6.5.1993       | CA Lanús                |
| Iván Piris            | 10.3.1989      | Udinese Calcio          |
| Bruno Valdez          | 6.10.1992      | Cerro Porteño           |
| Miguel Samudio        | 24.8.1986      | Club América            |
| Paulo da Silva        | 1.2.1980       | Deportivo Toluca FC     |
| Víctor Ayala          | 1.1.1988       | CA Lanús                |
| Záložníci             |                |                         |
| Rodrigo Rojas         | 9.4.1988       | Cerro Porteño           |
| Blas Riveros          | 16.4.1998      | Club Olimpia            |
| Celso Ortiz           | 26.1.1989      | AZ Alkmaar              |
| Óscar Romero          | 4.7.1992       | Racing Club             |
| Robert Piris Da Motta | 26.7.1994      | Club Olimpia            |
| Útočníci              |                |                         |
| Jorge Benítez         | 2.9.1992       | Cruz Azul               |
| Antonio Sanabria      | 4.3.1996       | Sporting de Gijón       |
| Derlis González       | 23.3.1994      | FK Dynamo Kyjev         |
| Édgar Benítez         | 8.11.1987      | Querétaro FC            |
| Juan Iturbe           | 4.6.1993       | AFC Bournemouth         |
| Miguel Almirón        | 13.11.1993     | CA Lanús                |
| Nelson Haedo Valdez   | 28.11.1983     | Seattle Sounders FC     |
| Darío Lezcano         | 30.6.1990      | FC Ingolstadt 04        |

### USA
Hlavní trenér:  Jürgen Klinsmann
| Jméno             | Datum narození | Klub                     |
| Brankáři          | Brankáři       | Brankáři                 |
| ----------------- | -------------- | ------------------------ |
| Brad Guzan        | 9.9.1984       | Aston Villa FC           |
| Tim Howard        | 6.3.1979       | Everton FC               |
| Ethan Horvath     | 9.6.1995       | Molde FK                 |
| Obránci           |                |                          |
| DeAndre Yedlin    | 9.7.1993       | Sunderland AFC           |
| Steve Birnbaum    | 23.1.1991      | D.C. United              |
| Matt Besler       | 11.2.1987      | Sporting Kansas City     |
| John Brooks       | 28.1.1993      | Hertha BSC               |
| Michael Orozco    | 7.2.1986       | Club Tijuana             |
| Geoff Cameron     | 11.7.1985      | Stoke City FC            |
| Edgar Castillo    | 8.10.1986      | CF Monterrey             |
| Fabian Johnson    | 11.12.1987     | Borussia Mönchengladbach |
| Záložníci         |                |                          |
| Michael Bradley - | 31.7.1987      | Toronto FC               |
| Darlington Nagbe  | 19.7.1990      | Portland Timbers         |
| Alejandro Bedoya  | 29.4.1987      | FC Nantes                |
| Jermaine Jones    | 3.11.1981      | Colorado Rapids          |
| Kyle Beckerman    | 23.4.1982      | Real Salt Lake           |
| Perry Kitchen     | 29.2.1992      | Heart of Midlothian FC   |
| Graham Zusi       | 18.8.1986      | Sporting Kansas City     |
| Útočníci          |                |                          |
| Bobby Wood        | 15.11.1992     | 1. FC Union Berlín       |
| Clint Dempsey     | 9.3.1983       | Seattle Sounders FC      |
| Gyasi Zardes      | 2.9.1991       | Los Angeles Galaxy       |
| Christian Pulišić | 18.9.1998      | Borussia Dortmund        |
| Chris Wondolowski | 28.1.1983      | San Jose Earthquakes     |

## Skupina B

### Brazílie
Hlavní trenér:  Dunga
| Jméno             | Datum narození | Klub                             |
| Brankáři          | Brankáři       | Brankáři                         |
| ----------------- | -------------- | -------------------------------- |
| Alisson           | 2.10.1992      | Sport Club Internacional         |
| Diego Alves       | 24.6.1985      | Valencia CF                      |
| Marcelo Grohe     | 13.1.1987      | Grêmio Foot-Ball Porto Alegrense |
| Obránci           |                |                                  |
| Dani Alves        | 6.5.1983       | FC Barcelona                     |
| João Miranda -    | 7.9.1984       | FC Inter Milán                   |
| Gil               | 12.6.1987      | Šan-tung Lu-neng Tchaj-šan       |
| Filipe Luís       | 9.8.1985       | Atlético Madrid                  |
| Marquinhos        | 14.5.1994      | Paris Saint-Germain FC           |
| Rodrigo Caio      | 17.8.1993      | São Paulo FC                     |
| Fabinho           | 23.10.1993     | AS Monaco FC                     |
| Douglas Santos    | 22.3.1994      | CA Mineiro                       |
| Záložníci         |                |                                  |
| Casemiro          | 23.2.1992      | Real Madrid                      |
| Ganso             | 12.10.1989     | São Paulo FC                     |
| Elias             | 16.5.1985      | SC Corinthians Paulista          |
| Lucas Lima        | 9.7.1990       | Santos FC                        |
| Walace            | 4.4.1995       | Grêmio Foot-Ball Porto Alegrense |
| Renato Augusto    | 8.2.1988       | Peking Čung-che Kuo-an           |
| Willian           | 9.8.1988       | Chelsea FC                       |
| Lucas Moura       | 13.8.1992      | Paris Saint-Germain FC           |
| Philippe Coutinho | 12.6.1992      | Liverpool FC                     |
| Útočníci          |                |                                  |
| Jonas             | 1.4.1984       | Benfica Lisabon                  |
| Gabriel Barbosa   | 30.8.1996      | Santos FC                        |
| Hulk              | 25.7.1986      | FK Zenit Sankt-Petěrburg         |

### Ekvádor
Hlavní trenér:  Gustavo Quinteros
| Jméno                 | Datum narození | Klub                             |
| Brankáři              | Brankáři       | Brankáři                         |
| --------------------- | -------------- | -------------------------------- |
| Máximo Banguera       | 16.12.1985     | Barcelona SC                     |
| Esteban Dreer         | 11.11.1981     | CS Emelec                        |
| Alexander Domínguez   | 5.6.1987       | LDU Quito                        |
| Obránci               |                |                                  |
| Arturo Mina           | 8.10.1990      | Independiente del Valle          |
| Frickson Erazo        | 5.5.1988       | CA Mineiro                       |
| Juan Carlos Paredes   | 8.7.1987       | Watford FC                       |
| Cristian Ramírez      | 12.8.1994      | Ferencvárosi TC                  |
| Walter Ayoví -        | 11.8.1979      | CF Monterrey                     |
| Robert Arboleda       | 22.10.1991     | CD Universidad Católica          |
| Gabriel Achilier      | 23.3.1985      | CS Emelec                        |
| Záložníci             |                |                                  |
| Christian Noboa       | 9.4.1985       | FK Rostov                        |
| Jefferson Montero     | 1.9.1989       | Swansea City AFC                 |
| Fernando Gaibor       | 8.11.1991      | CS Emelec                        |
| Fidel Martínez        | 15.2.1990      | Club Universidad Nacional        |
| Michael Arroyo        | 23.4.1987      | Club América                     |
| Ángel Mena            | 21.1.1988      | CS Emelec                        |
| Pedro Larrea          | 21.5.1986      | CD El Nacional                   |
| Luis Antonio Valencia | 4.8.1985       | Manchester United FC             |
| Carlos Gruezo         | 19.4.1995      | FC Dallas                        |
| Juan Cazares          | 3.4.1992       | CA Mineiro                       |
| Útočníci              |                |                                  |
| Enner Valencia        | 4.11.1989      | West Ham United FC               |
| Jaime Ayoví           | 21.2.1988      | CD Godoy Cruz Antonio Tomba      |
| Miller Bolaños        | 1.6.1990       | Grêmio Foot-Ball Porto Alegrense |

### Haiti
Hlavní trenér:  Patrice Neveu
| Jméno                 | Datum narození | Klub                     |
| Brankáři              | Brankáři       | Brankáři                 |
| --------------------- | -------------- | ------------------------ |
| Johny Placide -       | 21.1.1989      | Stade Reims              |
| Steward Ceus          | 26.3.1987      | Minnesota United FC      |
| Luis Valendi Odelus   | 1.12.1994      | Aigle Noir AC            |
| Obránci               |                |                          |
| Jean Sony Alcénat     | 23.1.1986      | FC Voluntari             |
| Mechack Jérôme        | 21.4.1990      | Jacksonville Armada FC   |
| Kim Jaggy             | 14.11.1982     | FC Aarau                 |
| Romain Genevois       | 28.10.1987     | OGC Nice                 |
| Stéphane Lambese      | 10.5.1995      | Paris Saint-Germain FC   |
| Réginal Goreux        | 31.12.1987     | Standard Lutych          |
| Judelin Aveska        | 21.10.1987     | CA Uruguay               |
| Alex Junior Christian | 5.12.1993      | SC Vila Real             |
| Záložníci             |                |                          |
| Pascal Millien        | 3.5.1986       | Jacksonville Armada FC   |
| Kevin Lafrance        | 13.1.1990      | MZKS Chrobry Głogów      |
| James Marcelin        | 13.6.1986      | North Carolina FC        |
| Sony Nordé            | 27.7.1989      | Mohun Bagan AC           |
| Jean Alexandre        | 24.8.1986      | Fort Lauderdale Strikers |
| Sony Mustivar         | 12.2.1990      | Sporting Kansas City     |
| Max Hilaire           | 6.12.1985      | SO Cholet                |
| Útočníci              |                |                          |
| Wilde-Donald Guerrier | 31.3.1989      | Wisla Krakov             |
| Kervens Belfort       | 16.5.1992      | 1461 Trabzon             |
| Jeff Louis            | 8.8.1992       | SM Caen                  |
| Duckens Nazon         | 17.4.1994      | Stade Lavallois          |
| Jean-Eudes Maurice    | 21.6.1986      | Saigon FC                |

### Peru
Hlavní trenér:  Ricardo Gareca
| Jméno              | Datum narození | Klub                                     |
| Brankáři           | Brankáři       | Brankáři                                 |
| ------------------ | -------------- | ---------------------------------------- |
| Pedro Gallese      | 23.2.1990      | Club Juan Aurich                         |
| Diego Penny        | 22.4.1984      | Club Sporting Cristal                    |
| Carlos Cáceda      | 27.9.1991      | Club Universitario de Deportes           |
| Obránci            |                |                                          |
| Alberto Rodríguez  | 31.3.1984      | Club Sporting Cristal                    |
| Aldo Corzo         | 20.5.1989      | Club Centro Deportivo Municipal          |
| Renzo Revoredo     | 11.5.1986      | Club Sporting Cristal                    |
| Miguel Trauco      | 25.8.1992      | Club Universitario de Deportes           |
| Christian Ramos    | 4.11.1988      | Club Juan Aurich                         |
| Luis Abram         | 27.2.1996      | Club Sporting Cristal                    |
| Jair Céspedes      | 22.5.1984      | Club Sporting Cristal                    |
| Záložníci          |                |                                          |
| Adán Balbín        | 13.10.1986     | Club Universitario de Deportes           |
| Beto da Silva      | 28.12.1996     | Jong PSV                                 |
| Andy Polo          | 29.9.1994      | Club Universitario de Deportes           |
| Renato Tapia       | 28.7.1995      | Feyenoord                                |
| Armando Alfageme   | 3.11.1990      | Club Centro Deportivo Municipal          |
| Óscar Vílchez      | 21.1.1986      | Alianza Lima                             |
| Cristian Benavente | 19.5.1994      | R. Charleroi SC                          |
| Yoshimar Yotún     | 7.4.1990       | Malmö FF                                 |
| Alejandro Hohberg  | 20.9.1991      | Club Deportivo Universidad César Vallejo |
| Útočníci           |                |                                          |
| Paolo Guerrero -   | 1.1.1984       | CR Flamengo                              |
| Christian Cueva    | 23.11.1991     | Deportivo Toluca FC                      |
| Raúl Ruidíaz       | 25.7.1990      | Club Universitario de Deportes           |
| Edison Flores      | 15.5.1994      | Club Universitario de Deportes           |

## Skupina C

### Jamajka
Hlavní trenér:  Winfried Schäfer
| Jméno             | Datum narození | Klub                   |
| Brankáři          | Brankáři       | Brankáři               |
| ----------------- | -------------- | ---------------------- |
| Andre Blake       | 21.11.1990     | Philadelphia Union     |
| Duwayne Kerr      | 16.2.1987      | Stjarnan               |
| Ryan Thompson     | 7.1.1985       | Saint Louis FC         |
| Obránci           |                |                        |
| Damano Solomon    | 13.10.1994     | Portmore United FC     |
| Michael Hector    | 19.7.1992      | Reading FC             |
| Wes Morgan        | 21.1.1984      | Leicester City FC      |
| Rosario Harriott  | 26.9.1989      | Harbour View FC        |
| Adrian Mariappa - | 3.10.1986      | Crystal Palace FC      |
| Kemar Lawrence    | 17.9.1992      | New York Red Bulls     |
| Jermaine Taylor   | 14.1.1985      | Portland Timbers       |
| Záložníci         |                |                        |
| Chevone Marsh     | 25.2.1994      | Cavalier FC            |
| Jobi McAnuff      | 9.11.1981      | Leyton Orient FC       |
| Andrew Vanzie     | 26.11.1990     | Humble Lions FC        |
| Michael Binns     | 12.8.1988      | Portmore United FC     |
| Je-Vaughn Watson  | 22.10.1983     | New England Revolution |
| Lee Williamson    | 7.6.1982       | Blackburn Rovers FC    |
| Rodolph Austin    | 1.6.1985       | Brøndby IF             |
| Joel Grant        | 26.8.1987      | Exeter City FC         |
| Garath McCleary   | 15.5.1987      | Reading FC             |
| Útočníci          |                |                        |
| Dever Orgill      | 8.3.1990       | IFK Mariehamn          |
| Clayton Donaldson | 7.2.1984       | Birmingham City FC     |
| Giles Barnes      | 5.8.1988       | Houston Dynamo FC      |
| Allan Ottey       | 18.12.1992     | Montego Bay United FC  |

### Mexiko
Hlavní trenér:  Juan Carlos Osorio
| Jméno                | Datum narození | Klub                |
| Brankáři             | Brankáři       | Brankáři            |
| -------------------- | -------------- | ------------------- |
| José de Jesús Corona | 26.1.1981      | Cruz Azul           |
| Alfredo Talavera     | 18.9.1982      | Deportivo Toluca FC |
| Guillermo Ochoa      | 13.7.1985      | Málaga CF           |
| Obránci              |                |                     |
| Néstor Araujo        | 21.8.1991      | Santos Laguna       |
| Yasser Corona        | 28.7.1987      | Queretáro FC        |
| Rafael Márquez -     | 13.2.1979      | Atlas FC            |
| Diego Reyes          | 19.9.1992      | Real Sociedad       |
| Jorge Torres Nilo    | 16.1.1988      | Tigres UANL         |
| Miguel Layún         | 25.6.1988      | FC Porto            |
| Héctor Moreno        | 17.1.1988      | PSV Eindhoven       |
| Paul Aguilar         | 6.3.1986       | Club América        |
| Záložníci            |                |                     |
| Javier Aquino        | 11.2.1990      | Tigres UANL         |
| Héctor Herrera       | 19.4.1990      | FC Porto            |
| Cándido Ramírez      | 5.6.1993       | CF Monterrey        |
| Andrés Guardado      | 28.9.1986      | PSV Eindhoven       |
| Jesús Dueñas         | 16.3.1989      | Tigres UANL         |
| Carlos Peña          | 25.3.1990      | CD Guadalajara      |
| Jesús Molina         | 29.3.1988      | Santos Laguna       |
| Útočníci             |                |                     |
| Hirving Lozano       | 30.7.1995      | CF Pachuca          |
| Raúl Jiménez         | 5.5.1991       | Benfica Lisabon     |
| Jesús Manuel Corona  | 6.1.1993       | FC Porto            |
| Javier Hernández     | 1.6.1988       | Bayer 04 Leverkusen |
| Oribe Peralta        | 12.1.1984      | Club América        |

### Uruguay
Hlavní trenér:  Óscar Tabárez
| Jméno                  | Datum narození | Klub                      |
| Brankáři               | Brankáři       | Brankáři                  |
| ---------------------- | -------------- | ------------------------- |
| Fernando Muslera       | 16.6.1986      | Galatasaray SK            |
| Martín Campaña         | 29.5.1989      | CA Independiente          |
| Martín Silva           | 25.3.1983      | CR Vasco da Gama          |
| Obránci                |                |                           |
| José María Giménez     | 20.1.1995      | Atlético Madrid           |
| Diego Godín -          | 16.2.1986      | Atlético Madrid           |
| Jorge Fucile           | 19.11.1984     | Nacional Montevideo       |
| Álvaro Pereira         | 28.11.1985     | Getafe CF                 |
| Mauricio Victorino     | 11.10.1982     | Nacional Montevideo       |
| Maximiliano Pereira    | 8.6.1984       | FC Porto                  |
| Mathías Corujo         | 8.5.1986       | Club Universidad de Chile |
| Gastón Silva           | 5.3.1994       | Turín FC                  |
| Záložníci              |                |                           |
| Carlos Sánchez         | 2.12.1984      | CF Monterrey              |
| Diego Laxalt           | 7.2.1993       | Janov CFC                 |
| Gastón Ramírez         | 2.12.1990      | Middlesbrough FC          |
| Nicolás Lodeiro        | 21.3.1989      | CA Boca Juniors           |
| Matías Vecino          | 24.8.1991      | ACF Fiorentina            |
| Egidio Arévalo         | 1.1.1982       | Atlas FC                  |
| Álvaro Rafael González | 29.10.1984     | Atlas FC                  |
| Útočníci               |                |                           |
| Abel Hernández         | 8.8.1990       | Hull City AFC             |
| Luis Suárez            | 24.1.1987      | FC Barcelona              |
| Cristhian Stuani       | 10.12.1986     | Middlesbrough FC          |
| Edinson Cavani         | 14.2.1987      | Paris Saint-Germain FC    |
| Diego Rolán            | 24.3.1993      | FC Girondins de Bordeaux  |

### Venezuela
Hlavní trenér:  Rafael Dudamel
| Jméno                 | Datum narození | Klub                    |
| Brankáři              | Brankáři       | Brankáři                |
| --------------------- | -------------- | ----------------------- |
| José Contreras        | 20.10.1994     | Deportivo Táchira FC    |
| Dani Hernández        | 21.10.1985     | CD Tenerife             |
| Wuilker Faríñez       | 15.2.1998      | Caracas FC              |
| Obránci               |                |                         |
| Wilker Ángel          | 18.3.1993      | Deportivo Táchira FC    |
| Mikel Villanueva      | 14.4.1993      | Atlético Malagueño      |
| Oswaldo Vizcarrondo   | 31.5.1984      | FC Nantes               |
| José Manuel Velázquez | 8.9.1990       | FC Arouca               |
| Roberto Rosales       | 20.11.1988     | Málaga CF               |
| Rolf Feltscher        | 10.6.1990      | MSV Duisburg            |
| Alexander González    | 13.9.1992      | SD Huesca               |
| Záložníci             |                |                         |
| Arquímedes Figuera    | 6.10.1989      | Deportivo La Guaira     |
| Tomás Rincón -        | 13.1.1988      | Janov CFC               |
| Rómulo Otero          | 9.11.1992      | CD Huachipato           |
| Juanpi                | 24.1.1994      | Málaga CF               |
| Luis Manuel Seijas    | 23.6.1986      | Independiente Santa Fe  |
| Carlos Suárez         | 26.4.1992      | Carabobo FC             |
| Alejandro Guerra      | 9.7.1985       | Atlético Nacional       |
| Adalberto Peñaranda   | 31.5.1997      | Granada CF              |
| Yangel Herrera        | 7.1.1998       | Atlético Venezuela      |
| Útočníci              |                |                         |
| Yonathan Del Valle    | 28.5.1990      | Kasımpaşa SK            |
| José Salomón Rondón   | 16.9.1989      | West Bromwich Albion FC |
| Josef Martínez        | 19.5.1993      | Turín FC                |
| Christian Santos      | 24.3.1988      | NEC Nijmegen            |

## Skupina D

### Argentina
Hlavní trenér:  Gerardo Martino
| Jméno                | Datum narození | Klub                     |
| Brankáři             | Brankáři       | Brankáři                 |
| -------------------- | -------------- | ------------------------ |
| Sergio Germán Romero | 22.2.1987      | Manchester United FC     |
| Nahuel Guzmán        | 10.2.1986      | Tigres UANL              |
| Mariano Andújar      | 30.7.1983      | Estudiantes de la Plata  |
| Obránci              |                |                          |
| Jonatan Maidana      | 29.7.1985      | CA River Plate           |
| Facundo Roncaglia    | 10.2.1987      | ACF Fiorentina           |
| Gabriel Mercado      | 18.3.1987      | CA River Plate           |
| Ramiro Funes Mori    | 5.3.1991       | Everton FC               |
| Víctor Cuesta        | 19.11.1988     | CA Independiente         |
| Marcos Rojo          | 20.3.1990      | Manchester United FC     |
| Nicolás Otamendi     | 12.2.1988      | Manchester City FC       |
| Záložníci            |                |                          |
| Matías Kranevitter   | 21.5.1993      | Atlético Madrid          |
| Lucas Biglia         | 30.1.1986      | SS Lazio                 |
| Ángel Di María       | 14.2.1988      | Paris Saint-Germain FC   |
| Augusto Fernández    | 10.4.1986      | Atlético Madrid          |
| Javier Mascherano    | 8.6.1984       | FC Barcelona             |
| Érik Lamela          | 4.3.1992       | Tottenham Hotspur FC     |
| Éver Banega          | 29.6.1988      | Sevilla FC               |
| Nicolás Gaitán       | 23.2.1988      | Benfica Lisabon          |
| Javier Pastore       | 20.6.1989      | Paris Saint-Germain FC   |
| Útočníci             |                |                          |
| Gonzalo Higuaín      | 10.12.1987     | SSC Neapol               |
| Lionel Messi -       | 24.6.1987      | FC Barcelona             |
| Sergio Agüero        | 2.6.1988       | Manchester City FC       |
| Ezequiel Lavezzi     | 3.5.1985       | Che-pej Chua-sia Fortune |

### Bolívie
Hlavní trenér:  Julio César Baldivieso
| Jméno                   | Datum narození | Klub                         |
| Brankáři                | Brankáři       | Brankáři                     |
| ----------------------- | -------------- | ---------------------------- |
| Carlos Lampe -          | 17.3.1987      | Club Sport Boys Warnes       |
| Romel Quiñónez          | 25.6.1992      | Club Bolívar                 |
| Guillermo Viscarra      | 7.2.1993       | CD Oriente Petrolero         |
| Obránci                 |                |                              |
| Erwin Saavedra          | 25.2.1996      | Club Bolívar                 |
| Luis Alberto Gutiérrez  | 10.3.1985      | Hapoel Ironi Kirjat Šmona FC |
| Diego Bejarano          | 24.8.1991      | Club The Strongest           |
| Nelson Cabrera          | 22.4.1983      | Club Bolívar                 |
| Marvin Bejarano         | 6.3.1988       | CD Oriente Petrolero         |
| Ronald Eguino           | 20.2.1988      | Club Bolívar                 |
| Edward Zenteno          | 5.12.1984      | CD Jorge Wilstermann         |
| Záložníci               |                |                              |
| Wálter Veizaga          | 22.4.1986      | Club The Strongest           |
| Martin Smedberg-Dalence | 10.5.1984      | IFK Göteborg                 |
| Jhasmani Campos         | 10.5.1988      | Kazma SC                     |
| Alejandro Meleán        | 16.6.1987      | CD Oriente Petrolero         |
| Raúl Castro             | 19.8.1989      | Club The Strongest           |
| Pedro Azogue            | 6.12.1994      | CD Oriente Petrolero         |
| Cristhian Machado       | 20.6.1990      | CD Jorge Wilstermann         |
| Carmelo Algarañaz       | 27.1.1996      | Club Petrolero               |
| Fernando Saucedo        | 15.3.1990      | CD Jorge Wilstermann         |
| Útočníci                |                |                              |
| Juan Carlos Arce        | 10.4.1985      | Club Bolívar                 |
| Yasmani Duk             | 1.3.1988       | New York Cosmos              |
| Gilbert Álvarez         | 7.4.1992       | Club Real Potosí             |
| Rodrigo Ramallo         | 14.10.1990     | Club The Strongest           |

### Chile
Hlavní trenér:  Juan Antonio Pizzi
| Jméno                 | Datum narození | Klub                      |
| Brankáři              | Brankáři       | Brankáři                  |
| --------------------- | -------------- | ------------------------- |
| Claudio Bravo -       | 13.4.1983      | FC Barcelona              |
| Cristopher Toselli    | 22.6.1988      | CD Universidad Católica   |
| Johnny Herrera        | 9.5.1981       | Club Universidad de Chile |
| Obránci               |                |                           |
| Eugenio Mena          | 18.7.1988      | São Paulo FC              |
| Enzo Roco             | 16.8.1992      | RCD Espanyol              |
| Mauricio Isla         | 12.6.1988      | Olympique Marseille       |
| Jean Beausejour       | 3.6.1984       | Colo-Colo                 |
| Gary Medel            | 3.8.1987       | FC Inter Milán            |
| Gonzalo Jara          | 29.8.1985      | Club Universidad de Chile |
| Záložníci             |                |                           |
| Francisco Silva       | 11.2.1986      | Chiapas FC                |
| Arturo Vidal          | 22.5.1987      | FC Bayern Mnichov         |
| Pablo Hernández       | 24.10.1986     | Celta de Vigo             |
| Erick Pulgar          | 15.1.1994      | Bologna FC 1909           |
| Charles Aránguiz      | 17.4.1989      | Bayer 04 Leverkusen       |
| Marcelo Díaz          | 30.12.1986     | Celta de Vigo             |
| Útočníci              |                |                           |
| José Pedro Fuenzalida | 22.2.1985      | CD Universidad Católica   |
| Alexis Sánchez        | 19.12.1988     | Arsenal FC                |
| Mauricio Pinilla      | 4.2.1984       | Atalanta BC               |
| Eduardo Vargas        | 20.11.1989     | TSG 1899 Hoffenheim       |
| Mark González         | 10.7.1984      | Sport Club do Recife      |
| Nicolás Castillo      | 14.2.1993      | CD Universidad Católica   |
| Fabián Orellana       | 27.1.1986      | Celta de Vigo             |
| Edson Puch            | 9.4.1986       | LDU Quito                 |

### Panama
Hlavní trenér:  Hernán Darío Gómez
| Jméno             | Datum narození | Klub                    |
| Brankáři          | Brankáři       | Brankáři                |
| ----------------- | -------------- | ----------------------- |
| Jaime Penedo      | 26.9.1981      | Deportivo Saprissa      |
| Álex Rodríguez    | 8.5.1990       | San Francisco FC        |
| José Calderón     | 14.8.1985      | Platense FC             |
| Obránci           |                |                         |
| Harold Cummings   | 3.1.1992       | LD Alajuelense          |
| Fidel Escobar     | 9.1.1995       | Sporting San Miguelito  |
| Roderick Miller   | 4.3.1992       | San Francisco FC        |
| Adolfo Machado    | 14.2.1985      | Deportivo Saprissa      |
| Martín Gómez      | 23.1.1990      | San Francisco FC        |
| Luis Henríquez    | 23.11.1981     | Tauro FC                |
| Felipe Baloy -    | 24.2.1981      | Atlas FC                |
| Záložníci         |                |                         |
| Miguel Camargo    | 9.5.1993       | ACCD Mineros de Guayana |
| Gabriel Gómez     | 29.5.1984      | CS Cartaginés           |
| Armando Cooper    | 26.11.1987     | CD Árabe Unido          |
| Valentín Pimentel | 30.5.1991      | CD La Equidad Seguros   |
| Ricardo Buitrago  | 10.3.1986      | Club Juan Aurich        |
| Alberto Quintero  | 18.12.1987     | San Jose Earthquakes    |
| Aníbal Godoy      | 10.2.1990      | San Jose Earthquakes    |
| Amílcar Henríquez | 2.8.1983       | América de Cali         |
| Útočníci          |                |                         |
| Blas Pérez        | 13.3.1981      | Vancouver Whitecaps FC  |
| Gabriel Torres    | 31.10.1988     | Zamora FC               |
| Roberto Nurse     | 16.12.1983     | CD Mineros de Zacatecas |
| Luis Tejada       | 28.3.1982      | Club Juan Aurich        |
| Abdiel Arroyo     | 13.12.1993     | RNK Split               |